# Artywizm
Artywizm (także artaktywizm) – aktywizm artystyczny, praktyki twórców sztuki współczesnej mające przynosić rezultaty w rzeczywistości społeczno-politycznej.

## Etymologia
Termin „artywizm” to będąca kalką z j. angielskiego zbitka wyrazowa, wskazująca na działalność na pograniczu sztuki i aktywizmu (art + activism).

## Geneza

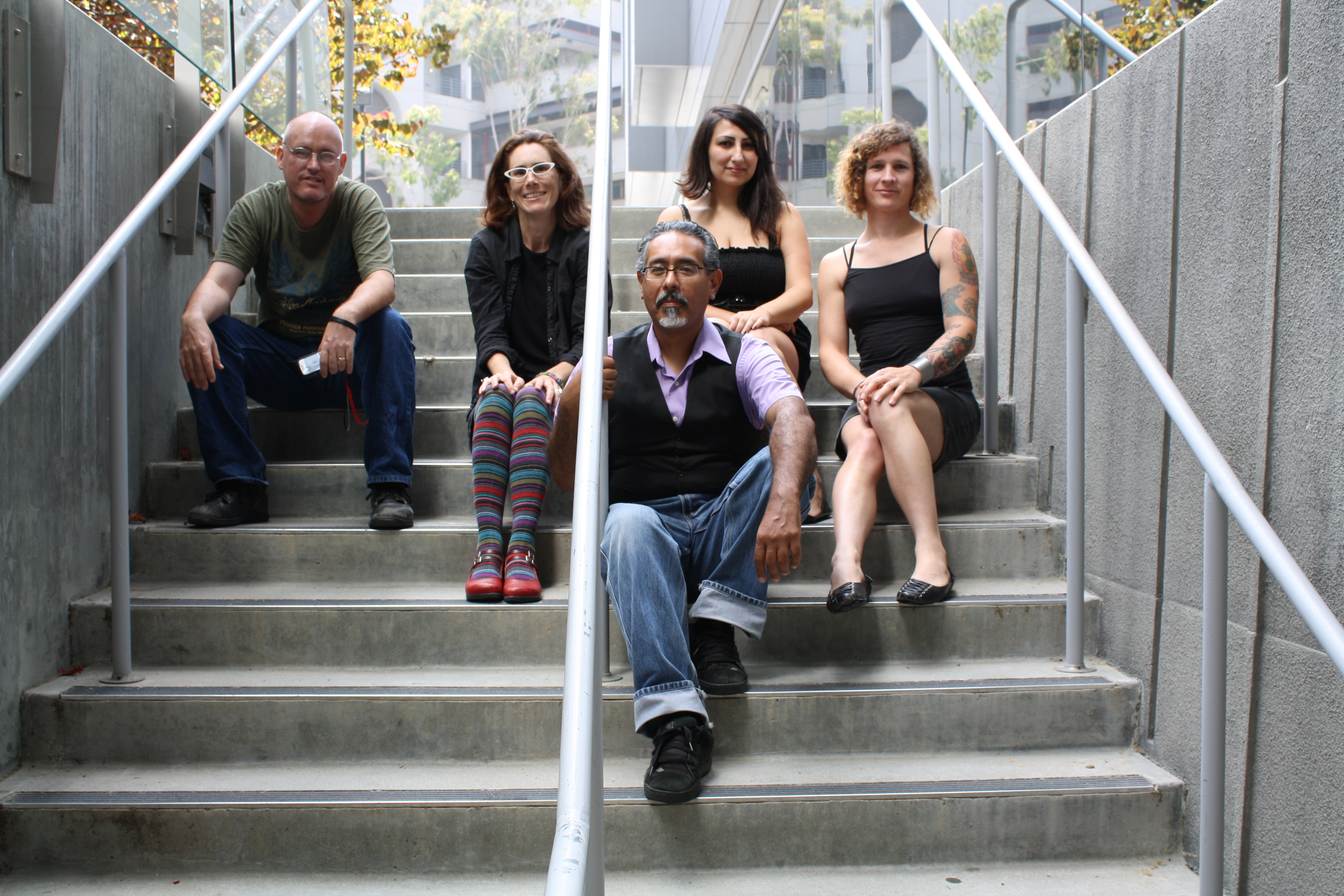
Ricardo Domingues (na pierwszym planie) i Electronic Disturbance Theater

Brak konsensusu co do pochodzenia anglojęzycznego pojęcia artivism. Z jednej strony przypisywane jest Ricardo Dominguezowi, amerykańskiemu artyście i profesorowi Uniwersytetu Kalifornijskiego w San Diego, bądź też wskazuje się, że powstało ono podczas spotkań między Zapatystami i amerykańskimi artystami meksykańskiego pochodzenia (Chicano) w 1997 r. w East Los Angeles. Dopiero w ich konsekwencji Dominguez założył w roku 1998 haktywistyczno-performatywną grupę Electronic Disturbance Theater i spopularyzował to określenie. Inne źródło wskazuje na spontaniczne uformowanie tego typu praktyk na początku XXI w. w konsekwencji eksplozji komunikacyjnej i jej rozszerzenia poza technologię na przestrzenie miejskie. W tym ujęciu artywizm jest pochodną street artu i sytuacjonizmu, praktyk typowych dla wieku XX. Jeszcze inne źródło wskazuje na ukucie tego terminu w Stanach Zjednoczonych już w latach 60. XX w., jako neologizmu opisującego demonstracje przeciwko wojnie w Wietnamie, a także inne publiczne przejawy sprzeciwu wobec Zimnej wojny, rasizmu i seksizmu przełomu lat 60. i 70., których największa liczba przypadła na lata 80.

## Charakterystyka

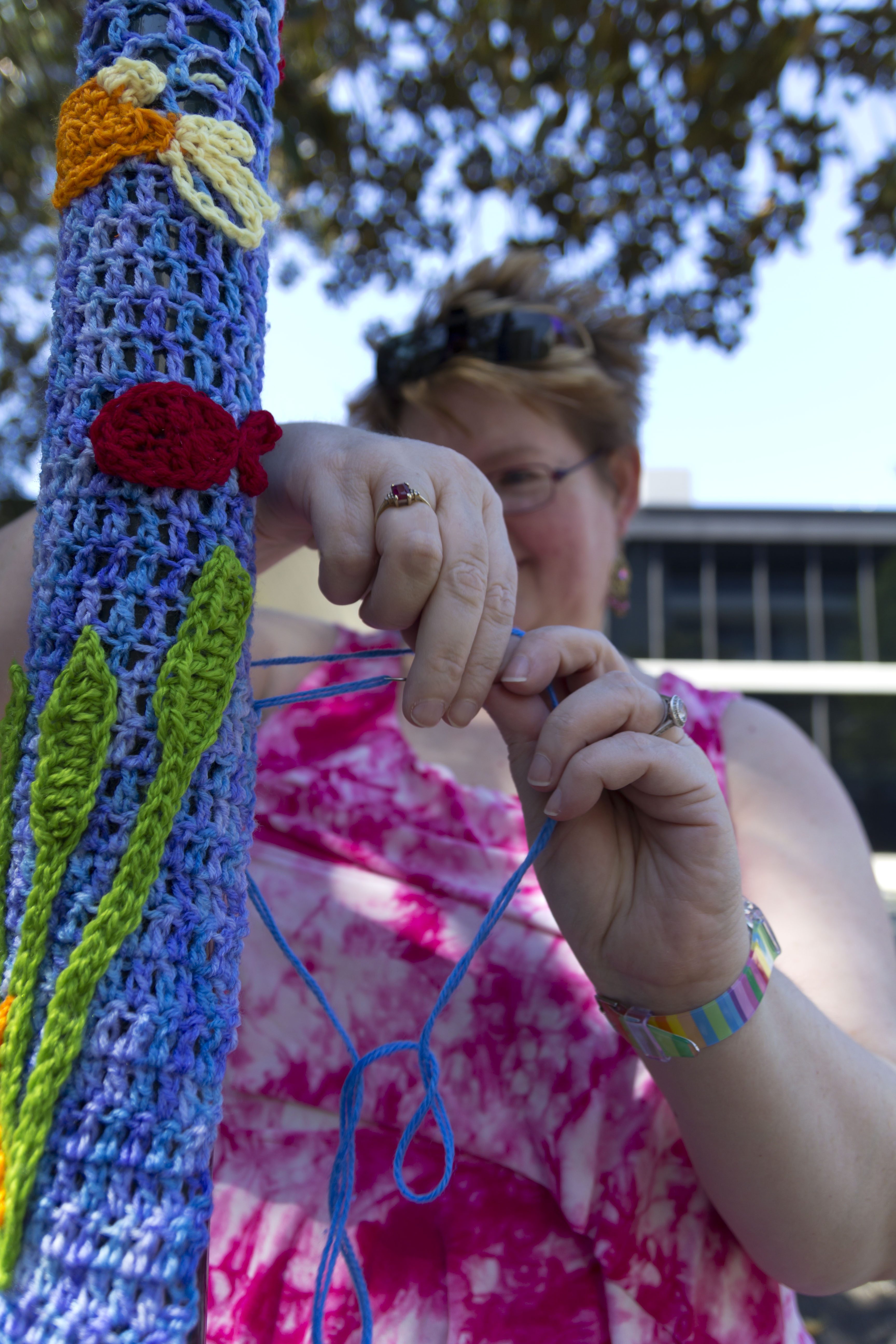
Yarnbombing Queen Babs w okolicy Redfern Park w Sydney

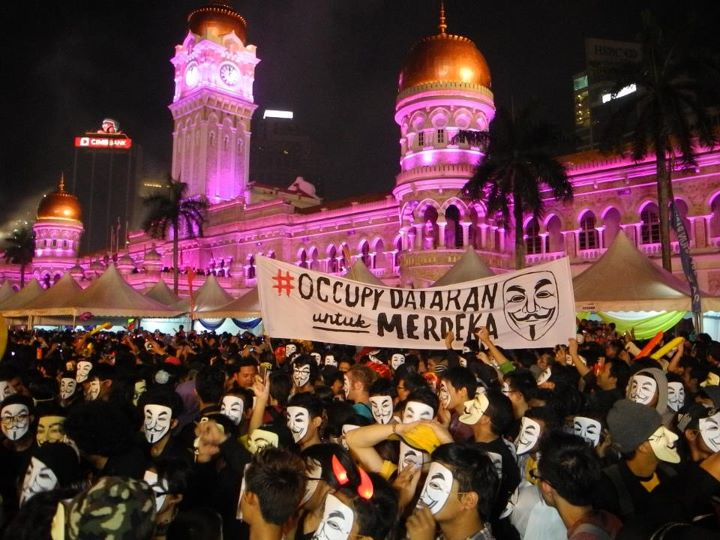
Flash mob „V for Merdeka” malezyjskiego ruchu Occupy Dataran, Dataran Merdeka (Plac Wolności), Kuala Lumpur, Malezja, Nowy Rok 2012.

Choć aktywizm artystyczny dyskutowany jest w dyskursie sztuki od lat 90., to nadal brak mu jednoznacznej definicji. Bywa zamiennie określany terminami świadczącymi o przynależności do sfery artystycznej, takimi jak: sztuka zaangażowana (Socially Engaged Art, Committed Art), sztuka wspólnoty (Community Art), sztuka dialogu (Dialogic Art), sztuka interwencji (Interventionist Art), sztuka partycypacyjna (Participatory Art), sztuka relacyjna (Relational Art), sztuka zbiorowości (Collective Art), sztuka kontekstualna (Contextual Art), artywizm (Artivism) itp. Jednak, jak kontekście akcji One Billion Rising zauważa Izabela Kowalczyk, możliwa jest także innego rodzaju wymienność pojęć: artywizm w tym wypadku to także globalny performans czy flashmob, a zatem jest to zjawisko graniczne, przenoszące swój punkt ciężkości między porządkami sztuki i praktyk społeczno-kulturowych.

### Artywizm jako praktyka postartystyczna
Artywizm jest jedną z kluczowych praktyk sztuki współczesnej gdyż, jak na łamach „Czasu Kultury” podkreśla Lucyna Marzec, artywistyczne projekty świadczą o nierozerwalnym związku sztuki i życia codziennego, a zatem są faktyczną realizacją wywodzących się z dadaizmu postulatów powojennej neoawangardy, formułowanych m.in. przez twórców Fluxusu czy też przez Jerzego Ludwińskiego w jego słynnym eseju Sztuka w epoce postartystycznej. Marzec określa artywizm jako „okołodemokratyczny” i sytuuje go w kontrze zarówno wobec systemów totalitarnych, jak i wobec mechanizmów późnego kapitalizmu: 
Artywizm jest zaangażowaniem wolontaryjnym i nieprzymusowym, przynosi minimalne profity ekonomiczne, nie wynosi twórców w hierarchii społecznej, a przede wszystkim nie wiąże się z odrzuceniem jakiejkolwiek ścieżki twórczej na rzecz uzgodnionego odgórnie stylu/metody, którą legitymizuje i nadzoruje władza. Dlatego artywizm ma potencjał krytyczny, wywrotowy i angażujący, a jego formalne jakości są pojemne. Ma też stałe punkty odniesienia: żyjącą swoim rytmem sztukę niezaangażowaną oraz bieżące warunki ekonomiczne/sytuację polityczną/relacje społeczne.
 Podobną obserwację czyni Marek Staszyc w recenzji wystawy global aCtIVISm w Zentrum für Kunst und Medientechnologie (ZKM) w Karlsruhe, piszący o artywizmie jako „nareszcie urzeczywistnionym śnie awangardy sprzed stu lat o zniesieniu granicy między sztuką a życiem”:
Choć może to raczej Rzeczywistość zbliżyła się do Sztuki. Rzeczywistość pozbawiona stabilnych punktów referencyjnych nagle zaczęła przemawiać językiem artystycznego zdarzenia i eksperymentu, kreatywnego głosu chęci oporu i zmiany – bez ideologicznych ram, oparcia instytucji państwa, tradycji, ekonomii. Bez hierarchii.
Sławomir Marzec utożsamił artywizm i postsztukę, krytycznie oceniając ich obecność w galeriach i na rynku sztuki, gdyż bardziej stosowne byłoby jego zdaniem prezentowanie tego typu prac w „domach partii”. W innym miejscu krytyk pisze, że o ile przez pewien czas była w sztuce współczesnej moda na „bezpośredni i krytyczny społecznie artywizm”, który jako przejaw sztuki zaangażowanej miał zastąpić dotychczasowe tendencje i wartości („utracone powaby, tonie i seksapile sztuki”), to jednak uznał ten okres w 2017 r. za zamknięty i określił go mianem czasu „spartolonych rewolucji” i „daremnych apokalips”.

### Skuteczność artywistycznych działań
Ważną dla opisu aktywistycznej sztuki kategorią jest skuteczność, np. „w budowaniu relacji społecznych, edukowaniu, inicjowaniu dyskusji, czy wydobywaniu tego, co ignorowane w dyskursie publicznym”, jak wylicza Aneta Rostkowska. Jednak, jak zauważa dalej, z punktu widzenia sztuki praktyki aktywistyczne pozostają marginalne, gdyż wymogi aktywizmu i sztuki pozostają ze sobą w sprzeczności – z konieczności bycia komunikatywnymi ich twórcy muszą zrezygnować z takich cenionych wartości artystycznych, jak nowatorstwo, tajemniczość czy wyszukanie i stawiać na prostotę. „Artysta-aktywista nie będzie zatem zanadto eksperymentował w obszarze formy, bo odbywałoby się to za cenę politycznej skuteczności jego działań”, jak podsumowuje Rostkowska, wskazując na wieloelementowość i wielowymiarowość dzieła jako możliwe rozwiązania tego problemu.
Komentując działanie Justyny Orłowskiej z 2013 r., podczas którego artystka myła mopem z własnych włosów podłogę w „wyczyszczonej” kamienicy przy ul. Piaskowej w Poznaniu, Rafał Jakubowicz zauważa, że o ile było to działanie symboliczne, to uzyskało ono znaczący oddźwięk medialny. Jak przekonuje: „Dzięki nagłośnieniu akcji Justyny Orłowskiej mogliśmy wesprzeć walkę Wielkopolskiego Stowarzyszenia Lokatorów, i pokazać, że nie działa ono w osamotnieniu. To praktyczny efekt łączenia środowisk, a w efekcie – rozszerzanie pola walki”.

### Lokalność i aktualność
Jakubowicz określa artywizm za Ewą Mikiną jako: „estetykę krytyczną”, „zakłócenie artystyczne” czy „transglobalną aktywację, która pozostaje mocno osadzona w lokalnym kontekście” i dalej wyjaśnia: 
Strategia ta polega na poszukiwaniu szczelin w systemie, naruszaniu go i zakłócaniu. „Artywizm”, połączenie praktyk artystycznych z postawą aktywistyczną, chyba najtrafniej opisuje radykalne działania o charakterze krytyki społecznej, jakie możemy zaobserwować w polu sztuk wizualnych. Cechą charakteryzującą zorientowane społecznie postawy jest zwrot ku problemom i konfliktom lokalnych społeczności.
 W innym miejscu zwraca uwagę na postmodernistyczny charakter artywizmu oraz na przyjmowanie przez twórczynie i twórców aktywnej postawy obywatelskiej:
Artysta-aktywista jest przede wszystkim obywatelem przejmującym odpowiedzialność za sferę publiczną. Perspektywa aktywistyczna, wynikająca z postawy krytycznej, jest nastawiona – w przeciwieństwie do projektów modernistycznych – na to, co dzieje się tu i teraz, na ingerencje we współczesność, analizę funkcjonowania aparatu władzy i mechanizmów społecznego dozoru. Jak pisała Ewa Mikina: „Mocne osadzenie w teraźniejszości odróżnia dzisiejszą sztukę aktywistyczną od projektów międzywojennych awangard. Jest jeszcze jedna różnica: awangardy przyjmowały arbitralne, normatywne projekty i dopiero w tak przygotowane ramy rzutowały lepszą przyszłość.” Czasy wizjonerów i budowniczych świata minęły już bezpowrotnie. Artyści-aktywiści szukają sposobu, by stawić czoła realnym zagrożeniom oraz poszerzyć wspólny obszar wolności.

### Artywizm a instytucje sztuki
Praktyki artywistyczne mogą mieścić się w konwencjonalnie rozumianym polu sztuki, np. we współpracy z muzeami czy w ramach wystaw w galeriach, bądź też wykraczać poza jej instytucje i uznane obiegi.

Poza głównym nurtem polskiej sztuki działa np. Damski Tandem Twórczy, od 2009 r. animujący, badający i archiwizujący twórczość polskich artystek nieheteronormatywnych oraz kulturę lesbijską. Jego twórczynie, prywatnie będące parą Agnieszka Małgowska i Monika Rak, nazywające się też „art/aktywistkami” lub „artystkami/aktywistkami”, zwracają uwagę na misyjny wymiar swojej twórczości-działalności:
Agnieszka: [...] Żyjemy kulturą lesbijską, to nadaje sens naszym artystyczno-aktywistycznym osobowościom. Czasem jest emocjonalnie gorąco. Dużo pracy i stresu, a mało pieniędzy i czasu. Poza tym nie ma co się oszukiwać – offowa sztuka i artaktywizm to nie majówka.

Monika: Połączenie życia prywatnego i pracy to też artystyczny scenariusz biograficzny, skutek pasji życiowej. Tego się nie da oddzielić. Trzeba działać. To pewnego rodzaju nasza powinność wobec lesbijek, zatem i samych siebie.
Ich działania mają oddolny i nieformalny charakter, a na założenie własnego stowarzyszenia zdecydowały się dopiero w 2017 r.

### Artywizm a rynek sztuki
Problematyczna może wydawać się relacja twórczości artywistycznej oraz mechanizmów rynku sztuki m.in. ze względu na konflikt między bezinteresownością działania a zyskiem ze sprzedaży prac. Jednym z rozwiązań jest świadoma komercjalizacja oraz podporządkowanie jej aspektowi ideowemu. Jak opisuje swoją strategię Diana Lelonek w kontekście pracy Rokitnikowa hałda:
Ostatnio na targach Szron pojawiłam się wraz z rokitnikiem. Każdy ze słoików z przetworami został sygnowany, a ich cena wzrosła trzykrotnie. Z produktu spożywczego przeobraziły się w pracę artystyczną. Jeśli występuję w takim kontekście, to właściwie czemu nie wykorzystać tego do własnych celów? Dochód i tak poszedł na dalsze rozwijanie projektu w regionie… Jednym z moich marzeń jest to, żeby znaleźć kawałek spalonej plastiko-lawy powstałej po pożarze wysypiska śmieci w Polsce. Ostatnio jest ich całkiem sporo, bo Polska stała się głównym odbiorcą odpadów z UE – przez dziurawe prawo śmieciowe właściciele wysypisk dorabiają się fortun i jednocześnie trują nas toksynami, które wydzielają się w czasie pożaru. Tak więc wyciągam sobie taki kawałek lawy z wysypiska i sprzedaję potem na przykład do Belgii, z której wcześniej te śmieci do nas przyleciały. Ale już jako rzeźbę do kolekcji. W tym obiekcie łączyłoby się całe skomplikowanie, uwikłanie świata sztuki w kapitalizm, jego paradoksy.

### Rodzaje praktyk artywistycznych
Wśród artywistycznych praktyk i strategii wyróżnić można: yarnbombing, tworzenie, oszpecanie lub przechwytywanie billboardów, murale, graffiti, plakaty i wlepki oraz inne techniki właściwe dla street artu, ale też performans, happening, flash mob, interwencje, haktywizm, ekotaż i inne działania subwersywne czy też organizowanie demonstracji, festiwali i tworzenie archiwów.

## Artywizm na świecie

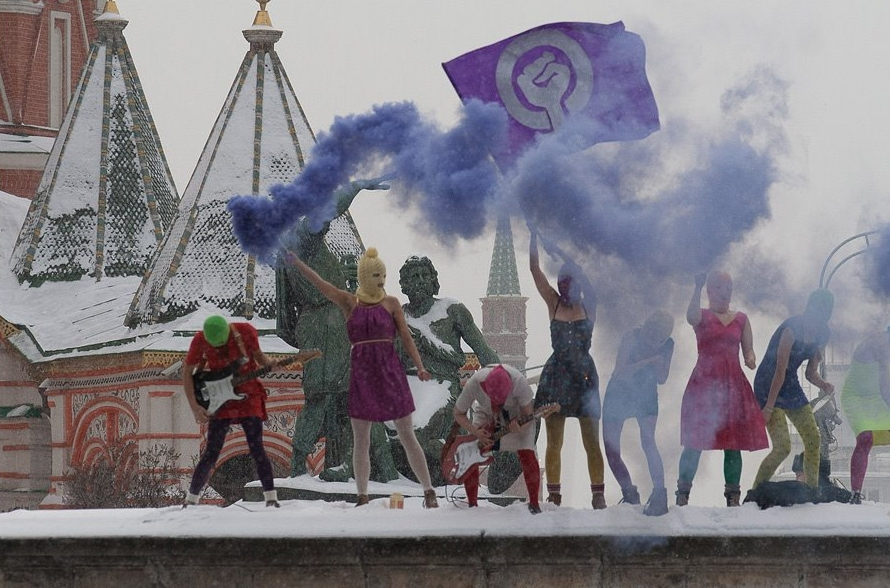
Pussy Riot, 2012, Plac Czerwony, Moskwa, fot. Denis Bochkarev

W recenzji wystawy global aCtIVISm w Zentrum für Kunst und Medientechnologie (ZKM) w Karlsruhe, Marek Staszyc przytacza słowa jej kuratora, Petera Weibla, zdaniem którego "kultura protestów to pierwszy prawdziwie współczesny kierunek artystyczny, >>artywizm<<". Jak pisze dalej Staszyc, wystawa ta ujmowała "wszystkie ikoniczne obrazy demonstracji ostatnich lat": arabską wiosnę, ruch Occupy Wall Street w Nowym Jorku, akcje Pussy Riot czy też protesty w parku Gezi i na placu Taksim w Stambule, a obok dokumentów zdarzeń prezentując też "profesjonalne produkcje sztuki zaangażowanej", jak choćby prace rosyjskiej grupy Czto Diełat' czy brytyjczyka Marka Walingera. Recenzent odnosi się jednak krytycznie zarówno do mapującej zjawisko artywizmu wystawy: 

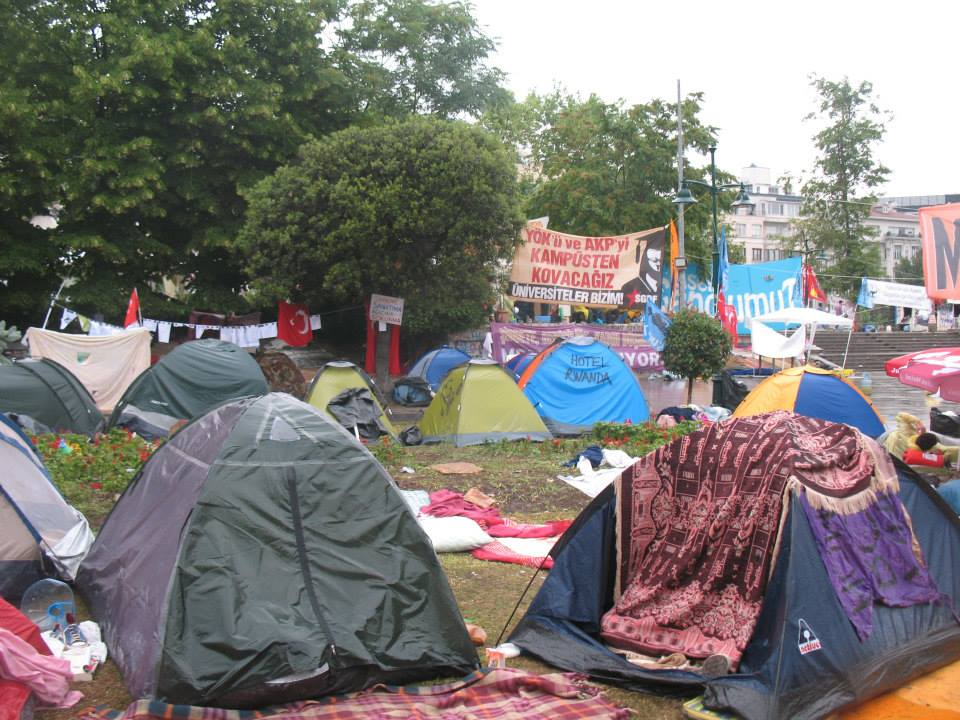
Namioty w parku Gezi w Stambule podczas protestów w Turcji w 2013 r.

Wystawa w ZKM unika jednak krytycznej analizy znaczenia i kontekstu konkretnych wystąpień. Opowiada o zjawisku, o narodzinach „Artywisty” i jego nowej „sceny”, „artywistycznej” przestrzeni publicznej. To zresztą największa słabość tej wystawy. Jest chłodna, beznamiętna. Jest niczym więcej, jak tylko skrupulatną archiwizacją, zapośredniczoną zresztą przez media, rejestracją tego, co już się wydarzyło i było pełne emocjonalnego żaru, co było poszukiwaniem obywatelskiego życia tam, gdzie to życie zostało wyparte przez komercjalizację, nadzór, brak praw obywatelskich, hierarchie władzy, przemoc lub obojętność.
, jak i do wciągania społeczno-politycznego aktywizmu w sferę artworldu.

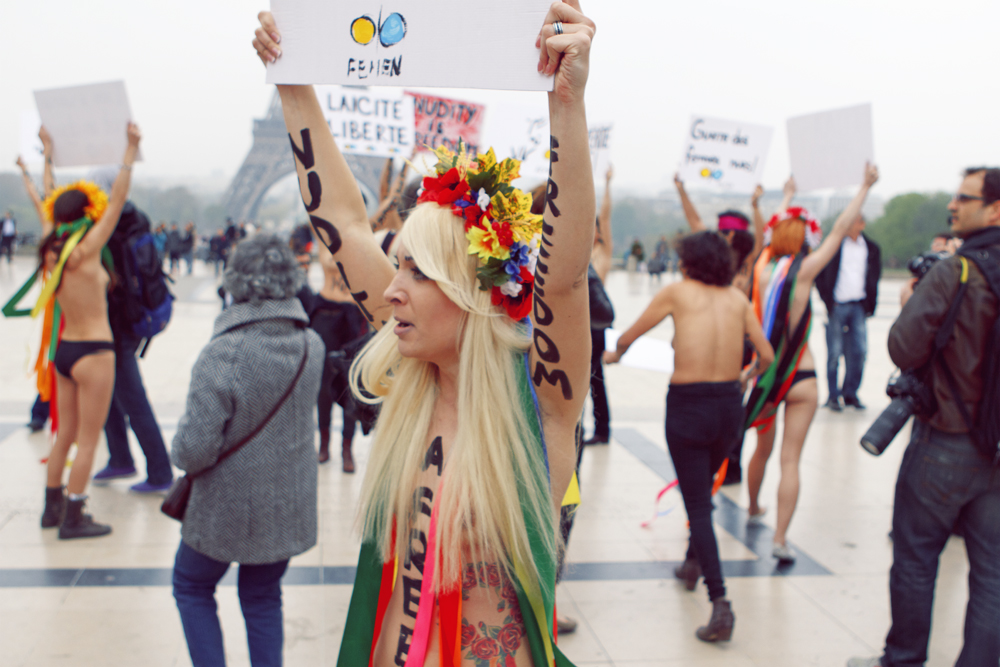
Femen, protest wspierający Alię Magdę Elmahdy, Paryż, 2012

W 2019 jednym z wydarzeń towarzyszących Biennale w Wenecji była wystawa Artivism: The Atrocity Prevention Pavilion, prezentująca artystyczne odpowiedzi na przemoc i zbrodnie przeciwko ludzkości na tle narodowościowym bądź etnicznym, w której udział wzięli twórcy z sześciu dotkniętych tym problemem obszarów: Argentyny, Bośni i Hercegowiny, Kanady, Indonezji, Kurdystanu i Afryki Południowej.

### Wybrane działania artywistyczne
- performanse grupy Pussy Riot
- protesty grupy Femen
- akcje One Billion Rising
- Janet Lilo(inne języki), Rituels, Tjibaou Cultural Center, Noumea, New Caledonia, 2011[24][25],
- Rand Jarallah, Reversing the Trend, we współpracy z Funduszem Ludnościowym Narodów Zjednoczonych (UNFPA)[25][26][27][28],
- Daniel Areola, I’m Not A Joke[25][29][30],
- Sanja Iveković, Gen XX, 2000[31],
- Elizabeth Stephens i Annie Sprinkle, Ecosex Weddings[32],
- Michael Rakowitz, paraSITE, od 1998[33].

### Wybrane wystawy na temat artywizmu
- global aCtIVISm, kurator: Peter Weibel, Zentrum für Kunst und Medientechnologie (ZKM), Karlsruhe, 14.12.2013-30.3.2014[10][34][35],
- Artivism: The Atrocity Prevention Pavilion, kuratorzy: Luca Berta, Francesca Giubilei, Kerry Whigham, organization: Auschwitz Institute for Peace and Reconciliation, Palazzo Dandle, Wenecja, 10.05-24.11.2019[23]

## Artywizm w Polsce

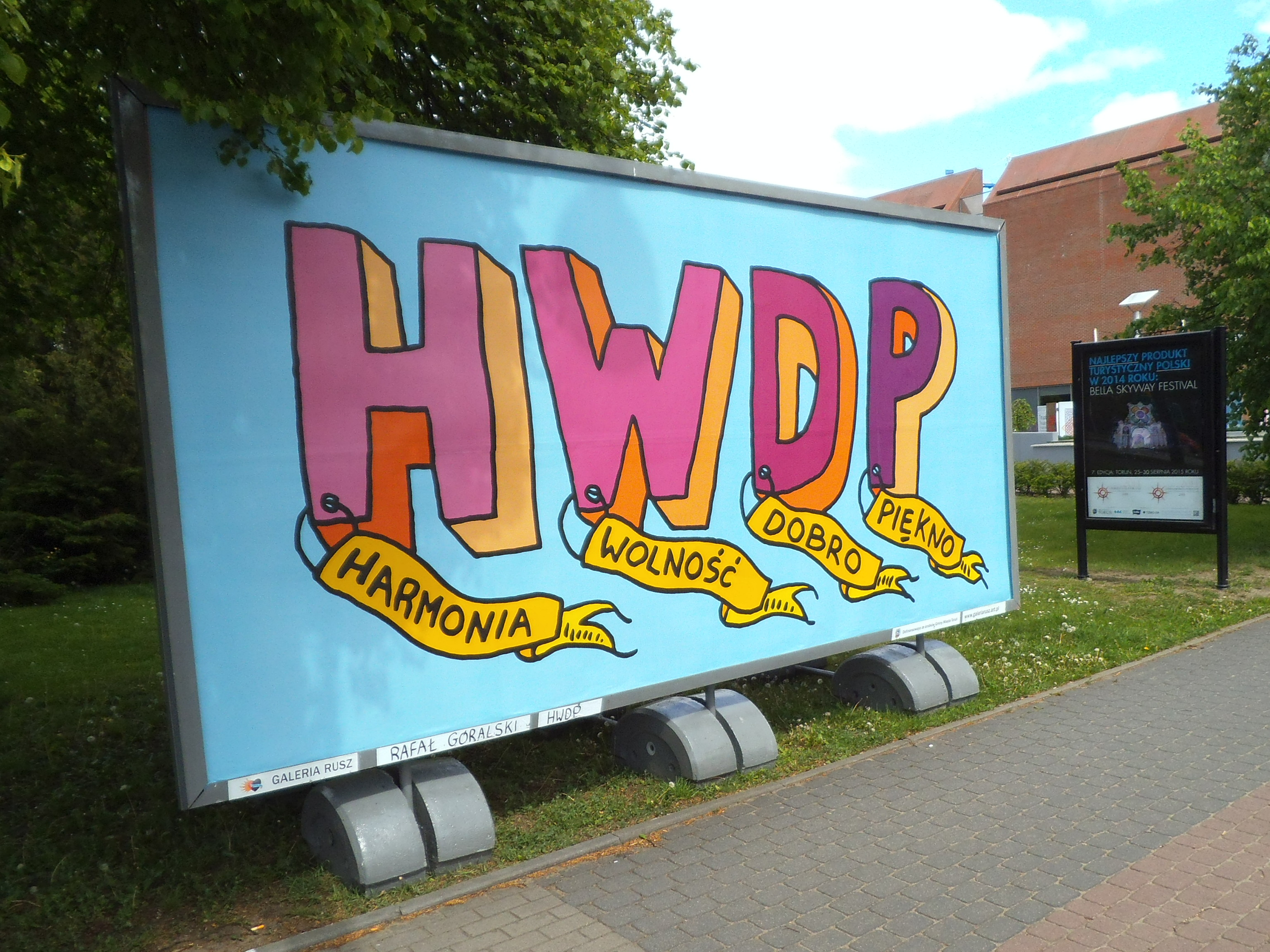
Bilbord Galerii Rusz przy CSW w Toruniu

Jednym z wczesnych przejawów artywizmu w Polsce mogą być działania istniejącej od 1999 r. Galerii Rusz, współtworzonej przez Joannę Górską, Rafała Góralskiego i Wojciecha „Kiwi” Jaruszewskiego (do 2004 r.), której twórcy działają przede wszystkim w przestrzeni publicznej na rozmaitych nośnikach informacyjno-reklamowych (bilbordach, citylightach czy ekranach LED). Ich stałym miejscem działania jest billboard przy Szosie Chełmińskiej 37 w Toruniu. Ewa Gorządek określiła działalność grupy jako wpisujące się 
w eksperyment społeczny na pograniczu sztuki, sfery publicznej i komunikacji wizualnej. Artyści transferują sztukę w codzienność, tam gdzie może ona zaistnieć także dla tych, którzy nie odwiedzają galerii i sal wystawowych. Hołdują idei prezentowania sztuki społecznie wrażliwej, zaangażowanej w rzeczywistość, dotyczącej istotnych problemów życia codziennego.
Od 2004 r. działała również w Toruniu Galeria dla..., w której prezentowane były prace m.in. młodych polskich twórców działających na pograniczu sztuki i aktywizmu społecznego. Jej twórczyni, Monika Weychert-Waluszko, swoją własną praktykę wystawienniczą określiła zresztą jako bliski aktywizmowi „kuratoring naiwny”:
Kuratorzy naiwni nie są aktywistami, ale przejawiają pewien aspekt społecznej aktywności. Nie należą do organizacji, nie wychodzą na ulicę. Definiują jednak potrzeby i problemy własnego środowiska i dla tego środowiska pracują. Czyli akcent położony jest na relację pomiędzy wystawą i jej publicznością oraz budowaniem komunikacji na tej linii poprzez edukację. To bardzo skromne działanie na pograniczu wystawiennictwa i pracy środowiskowej opartej na próbie „życia” z publicznością.

Z pojęciem artywizmu identyfikuje się Rafał Jakubowicz – to kluczowa strategia twórcza w prowadzonej przez niego od 2012 r. Pracowni Sztuki w Przestrzeni Społecznej na Uniwersytecie Artystycznym w Poznaniu. Artysta uważa, że w polskim kształceniu artystycznym dominują praktyki warsztatowe oraz przygotowujące studentów do funkcjonowania w realiach rynkowych, które „nastawione są na eksplorowanie wnętrza artysty i tworzenie postminimalistycznych, narracyjnych obiektów, jakie można zobaczyć we wszystkich ważnych galeriach komercyjnych Berlina czy Londynu”, a brak lewicowego punktu widzenia. W związku z tym: 
Pracownia Sztuka w Przestrzeni Społecznej jest ramą dla projektów studenckich, na które nie ma miejsca w pozostałych pracowniach [...]. Wychodzę [...] z założenia, że coś takiego jak autonomia sztuki nie istnieje. Sztuka może być narzędziem krytyki społecznej. Określenie „artysta” wydaje się zatem niewystarczające. W moim odczuciu ta formuła się wyczerpuje, obecnie jest trudna do utrzymania. O wiele bardziej użyteczne jest określenie „aktywista”.
[...]

Jeśli miałbym się jednak zdeklarować – skłaniałbym się ku działaniom na granicy sztuki i aktywizmu, a zatem, raz jeszcze, ku „artywizmowi”. Interesują mnie głównie kwestie socjalne oraz ekonomiczne.
 Jakubowicz podkreśla lokalny wymiar tego typu działań: „Jeśli zatem rzeczywiście chcemy dotknąć konkretnego problemu, musimy skupić się na lokalności”. W związku z tym jego pracownia współpracuje z poznańskim środowiskiem kultury niezależnej:
Ważnym dla nas miejscem jest też prowadzony przez środowisko Rozbratu Anarchistyczny Klub/Księgarnia Zemsta, który jest nieformalnym zapleczem pracowni. [...] Czujemy się tu „u siebie”, chyba już nawet trochę jak współgospodarze tego miejsca. Staramy się wykorzystać jego przestrzeń oraz potencjał związanego z nim środowiska. [...] Korzystamy z możliwości, jakie stwarza imponująca dynamika poznańskiego ruchu. Szczególnie cenne wydaje mi się to, że można tu konfrontować sztukę z dyskusjami wykraczającymi poza jej obszar, co jest istotne dla obu stron.
Z Pracownią związane były m.in.: Julia Popławska, Michalina Mistrzak i Anna Raczynski.
Inne osoby uprawiające sztukę zaangażowaną społecznie i politycznie to m.in. Jana Shostak, kolektyw Żubrzyce Mówimy NIE czy Karolina Breguła.

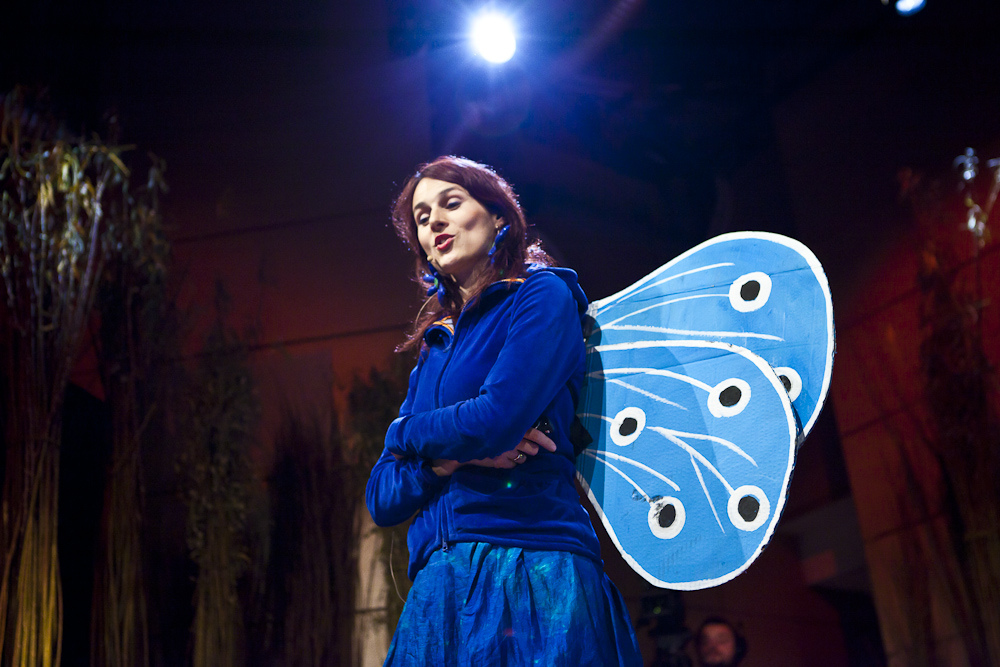
Cecilia Malik w stroju modraszka, wystąpienie podczas TEDx, Kraków, 2011.

Izabela Kowalczyk zwraca uwagę na znaczenie „twórczości włączającej się w walkę o prawa zwierząt” oraz artywizmu feministycznego. Sztukę zaangażowaną ekologicznie czy też prozwierzęcy artywizm uprawiają w Polsce m.in. Tatiana Czekalska i Leszek Golec, Cecylia Malik czy Diana Lelonek. Lelonek zauważa:
Dziś trudno już zachować obojętność wobec narastających zagrożeń. Związana jestem główne z ruchami ekologicznymi, i widzę, że włącza się w nie coraz więcej artystów. Przy okazji protestów, takich jak na przykład Strajk dla Ziemi, tworzą się sekcje artywistyczne. Pojawiają się tam osoby z różnych środowisk, niekoniecznie związane ze światem sztuki. Tak zrealizowaliśmy już warsztaty z robienia transparentów, pisania protest songów czy filmiki do social media. To bardzo otwierające. W działaniach kolektywnych wytwarza się też zupełnie inna energia niż przy pracy nad indywidualnym projektem – kwestie autorstwa schodzą na drugi plan, najważniejsza jest walka o realizację celu. Co więcej, narzędzia, którymi posługują się artyści, są w tej walce bardzo skuteczne.
Artystyczny aktywizm feministyczny to domena m.in. grupy Black Venus Project, Katarzyny Lewandowskiej, Kolektywu 100 Flag czy Zuzanny Janin.

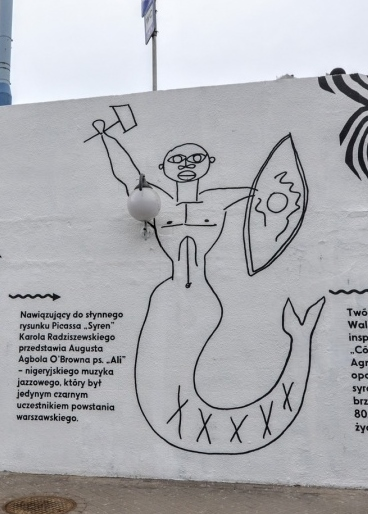
Karol Radziszewski, Syren, 2017, mural w Muzeum Sztuki Nowoczesnej nad Wisłą.

Działania na pograniczu sztuki i aktywizmu LGBTQ+ realizują w Polsce m.in. Aleka Polis, Karol Radziszewski czy Liliana Piskorska. Poza instytucjami sztuki działają Agnieszka Małgowska i Monika Rak (Damski Tandem Twórczy) w latach 2012–2014 organizowały O’LESS Festiwal, a od roku 2016 współtworzą projekt archiwistyczny A Kultura LGBTQ+ nie poczeka!. W tym samym obszarze od 2015 r. działa Queer Archives Institute, czyli zainicjowane przez Karola Radziszewskiego przedsięwzięcie artystyczno-archiwistyczne, dokumentujące aktywność środowisk queer w Europie Środkowo-Wschodniej. Małgowska i Rak podkreślają jednak, że ich artystyczno-aktywistyczne działania służą wzmacnianiu widoczności kultury lesbijskiej w ruchu LGBT, „w znacznej części marginalizowanej w tęczowej społeczności”. W związku z tym Damski Tandem Twórczy „Stawia na les*kulturę jako formę ekspresji, cieniowanego dialogu wewnątrz społeczności LGBTQ+ i rozmowę z heteronormatywnym światem”, a także „postrzegany jest jako radykalny, separatystyczny lesbijski* głos w tęczowej społeczności”.

### Wybrane działania artywistyczne
- Sąsiedztwo. Granice bliskości. Interwencje artystyczne, kuratorka: Agnieszka Różyńska, realizowane w Scenie Roboczej w Poznaniu od 2016 r.[8][46],
- warsztaty z kolektywem Ultra-red, Pawilon, Galeria Miejska Arsenał w Poznaniu, 10-18.05.2018[47][48],
- O’LESS Festiwal, 2012-2014[49],
- A Kultura LGBTQ+ nie poczeka!, od 2016.[50],
- Queer Archives Institute, od 2015[45],
- Karolina Breguła, Niech nas zobaczą, 2003,
- Liliana Piskorska, wystawa Skutki uboczne, 10.05-16.06.2019, Galeria Miejska Arsenał w Poznaniu[51][52],
- Bart Staszewski, projekt "Strefy", 2020.

### Wybrane wydarzenia na temat artywizmu
- Interdyscyplinarna konferencja "Cyberartywizm", 26.04.2013, Śródmiejski Ośrodek Kultury, Kraków, organizator: pismo kulturalne „Fragile”[53],
- cykl spotkań i publikacja Skuteczność sztuki, pomysłodawca i redaktor: Tomasz Załuski, Muzeum Sztuki w Łodzi, 2013[54][55],
- wystawa Partizaning: partycypacyjne (re)planowanie miasta, 2011–2018, 14–30.09.2018, Fundacja Nośna, Kraków[56].